# Paleothyris
Paleothyris is een geslacht van uitgestorven vroege Amniota. Extern leek het op een hagedis en leefde in het Boven-Carboon van Nova Scotia. De geslachtsnaam bestaat uit het Oudgriekse woord παλαιός (palaios, 'oud') en het gelatiniseerde woord thyris (uit het Oudgrieks Θυρίς, 'raam'), onderdeel van de naam van andere primitieve Amniota als Melanothyris of Protorothyris. Paleothyris en zijn enige soort P. acadiana (het soort-epitheton is afgeleid van Akadien, de oude naam voor de Maritieme Provincies van Canada) werd in 1969 genoemd en beschreven door de belangrijke Canadese paleontoloog Robert Lynn Carroll. De opgravingen, waarbij het materiaal werd verzameld waarop de eerste beschrijving van P. acadiana is gebaseerd, werden al in 1956 uitgevoerd onder leiding van de niet minder bekende Alfred Romer.

## Beschrijving
Paleothyris was een vrij klein dier met een romplengte van ongeveer tien centimeter en een schedellengte van twee tot drie centimeter. De totale lengte was waarschijnlijk vijftien tot twintig centimeter. De oogkassen zijn relatief groot. De schedel vertoont kenmerken die over het algemeen als 'primitief' worden beschouwd voor Amniota, waaronder het ontbreken van een slaapvenster in de achterste zijde van de schedel (anapsidische toestand) en een otische spleet aan de achterkant van de zijkant van de schedel. De aanwezigheid van botelementen op de achterste rand van het dorsale (bovenste) craniale dak (tabulare, postparietale, supratemporale), een langwerpig traanbeen, die zich uitstrekt van de voorste rand van de oogkas tot de achterste rand van de buitenste neusopening, wordt ook beschouwd als een 'chagrin' gemaakt van denticuli op het bot van het dak van het verhemelte en op het parasfenoïde (een basisbot van de schedel) en een transversaal uitsteeksel van het pterygoïde dat horizontaal uitsteekt in het subtemporale venster. De stapes (gehoorbeentje) waren relatief massief en werden waarschijnlijk niet gebruikt om hoogfrequente geluiden waar te nemen. De kaakbeenderen hebben elk meer dan twintig kleine puntige tanden. Een paar hoektandvormige tanden in het voorste kwart van het maxillare zijn opvallend.
Het totale aantal romp- en cervicale wervels (presacrale wervels) in Paleothyris wordt geschat op tweeëndertig op basis van het bewaarde materiaal. Slechts enkele staartwervels zijn bewaard gebleven. Hun aantal was waarschijnlijk van vijftig tot zeventig. De constructie van de wervels komt overeen met die van de voormalige amnioten met een wervellichaam dat hoofdzakelijk door het pleurocentrum is opgebouwd en een wervelboog met een laag doornuitsteeksel dat stevig eraan is bevestigd. In tegenstelling tot captorhiniden zijn de wervelbogen niet verdikt (gezwollen). De eerste twee halswervels vormen een atlas-draaiercomplex kenmerkend voor amnioten. De bekkengordel werd aan de wervelkolom bevestigd door middel van twee sacrale wervels.
De tarsus bij Paleothyris toont de over het algemeen compactere configuratie met sprongbeen en hielbeen, die typisch is voor een aanpassing aan een puur landbewonend leven. De vingerkoot-formule van de hand (manus) is 2-3-4-5-3, die van de voet (pes) is 2-3-4-5-4. De tenen zijn zo lang dat de hand als geheel meer dan twee keer zo lang is als de overige onderarm. De voet is zelfs langer dan de hele achterpoot. Het bekken van Paleothyris toont de driestralige vorm die typerend is voor basale amnioten, met een relatief kort, naar voren gerichte schaambeen, een naar achteren gericht darmbeen en een naar achteren gericht zitbeen.

## Leefwijze
Paleothyris leefde in de tropische Carboon-moerasbossen van het huidige Noord-Amerika en verplaatste zich daar in droog terrein tussen de bomen. Zijn gebit met zijn vele kleine, puntige tanden toonden aan dat hij waarschijnlijk een roofdier was. Gezien zijn vrij kleine formaat jaagde het waarschijnlijk voornamelijk op insecten of andere kleine geleedpotigen.

## Vindplaatsen
Paleothyris is alleen bekend van een enkele vindplaats, een open put in de buurt van Florence in het Sydney steenkoolveld op Cape Bretoneiland (Nova Scotia in Canada). De vondsten zijn afkomstig uit de lagen in het gebied van de zogenaamde Lloyd Cove-steenkoollaag van de Morien Group. De naad van Lloyd-Cove bevindt zich nu volledig in het Onder-Westfalien (niveau Des Moines in Noord-Amerika, niveau Moskou in de internationale tijdschaal) en is daarom ongeveer 308 miljoen jaar oud. Het gebied werd vervolgens gekenmerkt door bossen en moerassen en het klimaat was warm en vochtig. De overblijfselen van Paleothyris worden bewaard in holle versteende stammen van wolfsklauwbomen van het geslacht Sigillaria. De overblijfselen van Archaeothyris, de oudste bekende synapside en mogelijk roofdier van Paleothyris, werden ook gevonden in dezelfde vindplaats.

## Classificatie
Na zijn ontdekking werd Paleothyris lang beschouwd als een uitstekend voorbeeld van een gewone amnioot en werd het geclassificeerd in de klassieke systematische Anapsida en binnen de Anapsiden de zogenaamd meest primitieve groep, de Captorhinomorpha. Binnen de Captorhinomorpha werd Paleothyris in de familie Protorothyrididae (of Romeriidae) geplaatst, samen met morfologisch zeer vergelijkbare vertegenwoordigers.
Sinds het midden van de jaren negentig van de twintigste eeuw, met het toenemende belang van cladistiek voor paleobiologische systematiek, is de opvatting gevestigd dat Paleothyris basaal is, maar minder dan eerder gedacht. De cladistische analysen toonden aan dat het geslacht al deel uitmaakte van verschillende hoofdlijnen, nadat de amnioten waren opgesplitst. Dienovereenkomstig is Paleothyris een basale vertegenwoordiger van de zogenaamde Eureptilia, een lijn die ook de Diapsida en dus alle recente reptielengroepen (waaronder de vogels) omvat. De captorhiniden hebben een nog meer basale positie dan Paleothyris binnen de Eureptilia. De clade van Paleothyris en de Diapsida, die de zustergroep van de Captorhinida vormt, wordt Romeriida genoemd. Het feit dat vertegenwoordigers van hogere lijnen van de sauropsiden al in het Boven-Carboon leefden, suggereert dat de scheiding van de sauropside en synapside lijnen had kunnen plaatsvinden in het vroegste Boven-Carboon en de oorsprong van de Amniota zou dus terug kunnen gaan naar het Onder-Carboon.